# Melanopareia elegans
El pecholuna elegante (en Ecuador) (Melanopareia elegans), también denominado pecho-de-luna elegante (en Perú) o gallito elegante es una especie de ave paseriforme perteneciente al género Melanopareia, que es el único de la familia Melanopareiidae. Es nativa del noroeste de América del Sur.

## Distribución y hábitat
Se distribuye por el oeste de Ecuador y por la costa del Pacífico del noroeste de Perú.
Esta especie es considerada poco común o localmente bastante común en su hábitat natural: los matorrales áridos densos y en el sotobosque de bosques secos, hasta los 2300 m de altitud en Ecuador.

## Sistemática

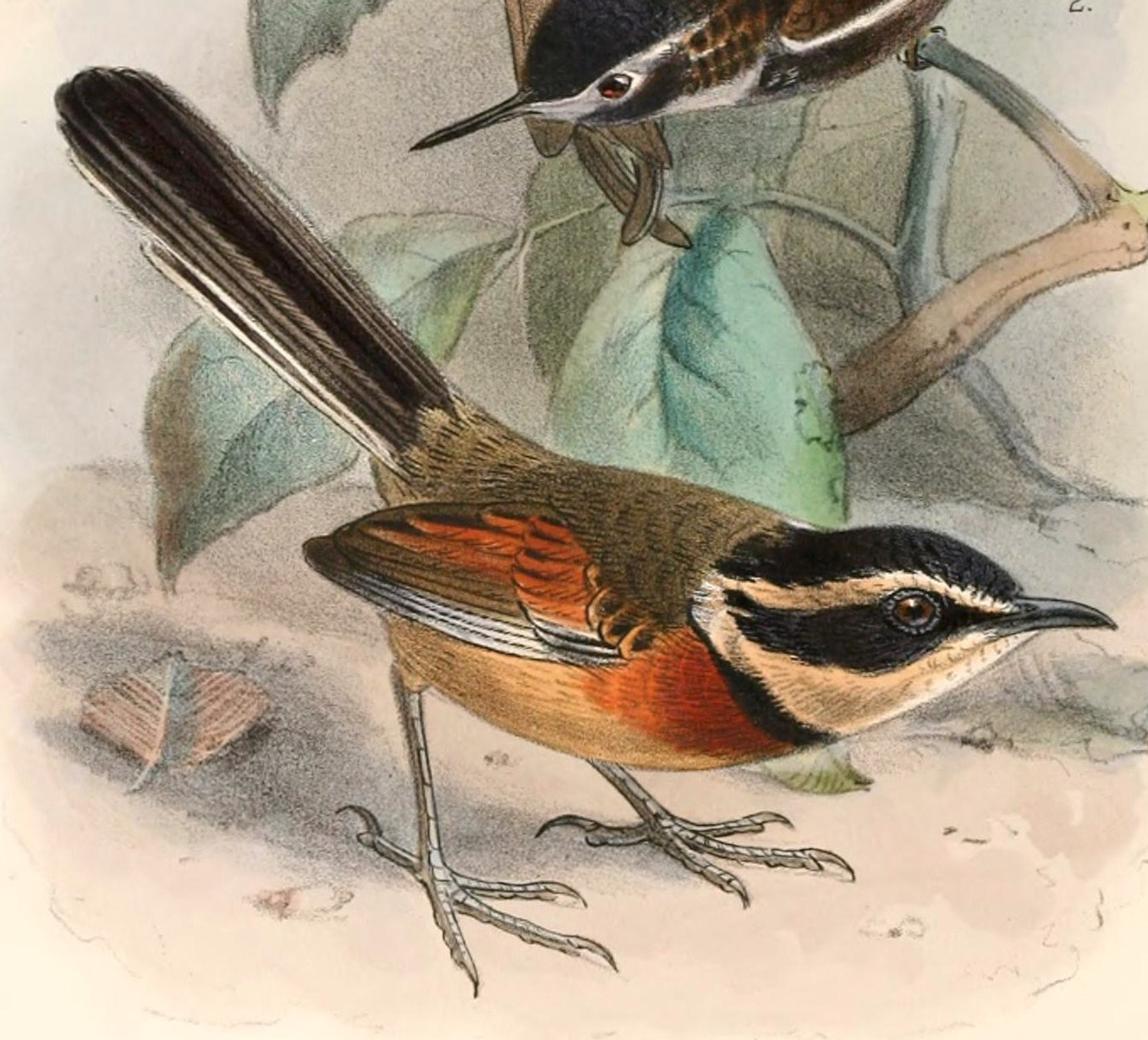
Formicivora speciosa = Melanopareia elegans, ilustración de Keulemans, en Novitates Zoologicae, 1897.

### Descripción original
La especie M. elegans fue descrita por primera vez por el naturalista francés René Primevère Lesson en 1844 bajo el nombre científico Synallaxis elegans; la localidad tipo es: «Guayaquil, oeste de Ecuador».

### Taxonomía
El género estuvo hasta recientemente incluido en la familia Rhinocryptidae, hasta que datos genético moleculares indicaron claramente que Melanopareia no pertenece a Rhinocryptidae y es apenas pariente distante de éstos, por lo que fue separado en su propia familia.
Puede formar una superespecie con Melanopareia maranonica. Sus vocalizaciones son muy similares, y algunas veces han sido consideradas conespecíficas, pero tiene proporcionalmente la cola más corta y el patrón de plumaje distintivo, además de estar geográficamente aisladas. Aves del sur de Ecuador (Loja) probablemente son cruzamientos entre la subespecie nominal y paucalensis.

### Subespecies
Según la clasificación del Congreso Ornitológico Internacional (IOC) (Versión 6.3, 2016) y Clements Checklist v.2015,  se reconocen dos subespecies, con su correspondiente distribución geográfica:
- Melanopareia elegans elegans (Lesson, 1844) – oeste de Ecuador (al sur desde Manabí y extremo sur de Pichincha).
- Melanopareia elegans paucalensis (Taczanowski, 1884) – noroeste del litoral del Pacífico de Perú hacia el sur hasta La Libertad.